# Фетих I Герай
Фети́х I Гера́й (Гире́й) (крым. I Fetih Geray, ١ فتح كراى‎; 1557—1597) — хан Крыма в течение нескольких месяцев 1596 года. Сын крымского хана Девлета I Герая. Младший брат Газы II Герая.
Встречающиеся в литературе варианты написания имени: Фетих I Гирей, Фетих I Гирай, Фетх Гирей I, Фатх Гирей I, Феттах Гирей I.

## Биография
Фетих Герай участвовал в многочисленных военных кампаниях своего отца, крымского хана Девлет Герая. В правление своего старшего брата Газы II Герая Фетих Герай занимал должность калги (1588—1596).
Летом 1591 года калга-султан Фётих Герай участвовал в неудачном походе своего старшего брата, крымского хана Газы Герая, на Русское государство. В битве у деревни Котлы, под Москвой, русские полки разгромили крымско-татарскую орду.
В следующем 1592 году калга Фётих Герай и нурэддин Бахти Герай возглавили новый поход на южнорусские владения, где опустошили окрестности Рязани, Каширы и Тулы.
В 1596 году калга Фётих Герай участвовал в походе крымского хана Газы Герая на Венгрию. Однако сам хан Газы Герай с главными силами крымской орды остановился в Валахии, а на соединение с турецкой армией в Венгрию отправил калгу Фетих Герая с двадцатитысячным войском. Крымский калга Фетих Герай участвовал при взятии крепости Эгер, затем в конце октября отличился в генеральной битве с большой австрийской армией. Австрийцы внезапно напали на турецкий лагерь и даже окружили султанский шатер. В самый решающий момент крымские отряды под командованием Фетих Герая ударили в тыл наступающей имперской армии и спасли турок от полного разгрома.
В том же 1596 году враждовавший с Газы II главный визирь Османской империи Коджа Синан-паша убедил османского султана Мехмеда III возвести на крымский престол Фетих Герая. Сам Фетих Герай вначале отказывался от ханского престола, но по убеждению великого визиря согласился принять ханский титул. По султанскому приказу прежний хан Газы Герай отплыл из Крыма в Стамбул.
Новый крымский хан Фетих Герай назначил на должность калги своего племянника Бахти Герая, сына калги Адиль Герая умершего в 1579 году, который при его брате Газы II Герае носил титул нурэддина. Нурэддином стал Девлет Герай, старший сын крымского хана Саадет II Герая.
Однако вскоре великий визирь Коджа Синан-паша был отправлен в отставку, а Газы II Герай был восстановлен султаном в ханском звании. Газы Герай прибыл в Кафу и заявил о своих законных правах на ханский престол. Фетих Герай, имевший султанский указ о назначении его ханом, также прибыл в Кафу и отказался уступать власть. Братья-соперники обратились в шариатский суд. Верховный кефинский кади Абдур-Рахман-эфенди поддержал Фетих Герая, но главный крымский муфтий Азаки-эфенди, обладавший большим авторитетом, вынес своё решение в пользу Газы Герая.
Султан Мехмед III приказал Фетих Гераю прибыть в Стамбул. Однако Фетих I Герай бежал на Северный Кавказ. Фетих Герай, женатый на вдове своего брата Шакай Мубарек Герая, нашел убежище при дворе своего тестя, черкесского князя.
Летом 1597 года Фетих Герай пытался организовать вооруженный мятеж против крымского хана Газы Герая, ворвался в Крым и попытался взять Бахчисарай. После провала своих намерений Фетих Герай бежал в Кафу и заявил о согласии отказаться от мятежных планов. Фетих Герай прибыл в ханскую ставку, где был убит мансурскими мурзами с молчаливого согласия «старого нового» правителя. Вместе с Фетих Гераем погибли вся его семья. Дабы укрепить свою власть, крымский хан Газы II Герай вскоре казнил всех сторонников своего младшего брата Фетих Герая: калгу Бахти Герая и нурэддина Девлет Герая.